# Robert Spano
Robert Spano (* 7. Mai 1961 in Conneaut) ist ein US-amerikanischer Dirigent, Pianist und Komponist.

## Leben und Wirken
Spano wuchs in einer musikalischen Familie auf und spielte in seiner Jugend Flöte, Geige und Klavier. Er studierte am Oberlin Conservatory Dirigieren bei Robert Baustian und setzte seine Ausbildung bei Max Rudolf am Curtis Institute of Music fort. Von 1985 bis 1989 unterrichtete er Dirigieren an der Bowling Green State University, seitdem unterrichtet er am Oberlin Conservatory. Von 1998 bis 2002 leitete er das Conducting Fellowship Program am Tanglewood Music Center.
Als Dirigent leitete Spano in den USA namhafte Orchester, darunter das Cleveland Orchestra, das Philadelphia Orchestra, das Minnesota Orchestra, die New Yorker Philharmoniker und das Los Angeles Philharmonic, die San Francisco Symphony, Boston Symphony Orchestra, Chicago Symphony Orchestra, San Diego Symphony, Oregon Symphony, Utah Symphony und Kansas City Symphony. Seit 2001 ist er musikalischer Direktor das Atlanta Symphony Orchestra (ASO). International dirigierte er u. a. die Filarmonica della Scala, das BBC Symphony Orchestra, das Royal Concertgebouw Orchestra, das Orquestra Sinfônica de Brasília, das Orquestra Sinfonica do Estado de Sao Paulo, das Melbourne Symphony Orchestra und das Saito Kinen Orchestra.
An der Seattle Opera dirigierte Spano 2005 und 2009 Aufführungen von Richard Wagners Ring des Nibelungen. Mit dem Atlanta Symphony Orchestra spielte er beim American Originals Festival die Uraufführungen einer Sinfonie von Christopher Theofanidis und von Jennifer Higdons The Singing Rooms (mit der Geigerin Jennifer Koh) und eine konzertante Aufführung von John Adams’ Dr. Atomic. Bei Telarc und Deutsche Grammophon spielte er in sechs Jahren zwölf Aufnahmen ein (u. a. Osvaldo Golijovs Three Songs, Oceana und Ainadamar, Michael Gandolfis The Garden of Cosmic peculation und Vaughan Williams’ A Sea Symphony), die mit vier Grammys ausgezeichnet wurden.
In der Saison 2018–19 leitete Spano an der Metropolitan Opera die Uraufführung von Marnie, der zweiten Oper des amerikanischen Komponisten Nico Muhly (mit den Solisten Isabel Leonard, Janis Kelly, Denyce Graves, Iestyn Davies und Christopher Maltman). Dirigent war er auch bei den Uraufführungen von Bryce Dessners Voy a Dormir in der Carnegie Hall mit der Mezzosopranistin Kelley O’Connor, Jennifer Higdons Tubakonzert mit Craig Knox, Matthew Ricketts’ Klavierkonzert Medodia und Michael Kurths Miserere. Mit dem Dallas Symphony Orchestra spielte er in der Saison 2019–20 die Uraufführung von George Tsontakis’ Drittem Violinkonzert, mit dem BBC Symphony Orchestra Dimitrios Skyllas’ Kyrie eleison. Mit dem ASO führte er anlässlich dessen 75. Konzertsaison Werke von Krists Auznieks, Jessie Montgomery und Jennifer Higdon und die Weltpremiere eines Werkes von Brian Nabors auf.
Daneben war Spano auch als Komponist aktiv. Bereits 2004 führte er beim Festival of Contemporary Music eigene Werke auf. Beim Aspen Festival 2016 spielte er seine Sonata: Four Elements für Klavier und führte seinen Liedzyklus Hölderlin-Lieder mit der Sopranistin Jessica Rivera auf. Beide Werke erschienen auf CD bei ASO Media.